# Nordiskt Ordförande Möte
Nordiskt Ordförande Möte (NOM, på engelsk Nordic Presidential Meeting) er et regionalt samarbejdsnetværk med medlemmer fra de nordiske og baltiske lande inkl. Grønland og Færøerne. Medlemmer er nationale studenterorganisationer fra ovennævnte regioner. 
NOM medlemmer samles to gange årligt på et kombineret seminar og møde, som arrangeres af de enkelte medlemsorganisationer på skift. 